# Kommunalvalen i Sverige 1985
Kommunalvalen i Sverige 1985 genomfördes söndagen den 15 september 1985. Vid detta val valdes kommunfullmäktige för mandatperioden 1985–1988 i samtliga 284 kommuner.

## Valresultat
| Parti                | Parti                        | Röster            | Röster | Röster | Mandatfördelning | Mandatfördelning |
| Parti                | Parti                        | Antal             | %      | +− %   | Antal            | +−               |
| -------------------- | ---------------------------- | ----------------- | ------ | ------ | ---------------- | ---------------- |
|                      | Socialdemokraterna           | 2 402 733         | 42,6   | -2,9   | 5 985            | -316             |
|                      | Moderata samlingspartiet     | 1 164 289         | 20,6   | -1,1   | 2 500            | -83              |
|                      | Folkpartiet                  | 698 296           | 12,4   | +6,4   | 1 525            | +752             |
|                      | Centerpartiet                | 673 793           | 11,9   | -3,4   | 2 176            | -423             |
|                      | Vänsterpartiet kommunisterna | 299 805           | 5,3    | -0,1   | 603              | +15              |
|                      | Miljöpartiet de Gröna        | 142 498           | 2,5    | +0,9   | 237              | +108             |
|                      | Kristen demokratisk samling  | 113 292           | 2,0    | -0,4   | 278              | -48              |
|                      | Övriga partier               | 144 642           | 2,6    | —      | 216              | —                |
| Antal giltiga röster | Antal giltiga röster         | 5 639 348         | 100,0  |        | 13 520           | +20              |
| Ogiltiga röster      | Ogiltiga röster              | 47 838            |        |        |                  |                  |
| Totalt               | Totalt                       | 5 687 186 (87,8%) |        |        |                  |                  |

### Övriga partier
(Som fick mandat i flera kommuner)
- Arbetarpartiet kommunisterna, 11 platser
- Skånepartiet, 11 platser
- Sveriges kommunistiska parti, 10 platser
- Frihetliga Kommunalfolket, 7 platser
- KPMLr-Revolutionärerna, 4 platser

### Kartor
| Majoritetsförhållanden i kommunfullmäktige | Majoritetsförhållanden i kommunfullmäktige |
| 1982 | 1985 |
| --- | --- |
| | |
| S+VPK i absolut majoritet S+VPK i relativ majoritet M+C+FP i absolut majoritet M+C+FP i relativ majoritet Jämnt mellan blocken Tredje parti i relativ majoritet | S+VPK i absolut majoritet S+VPK i relativ majoritet M+C+FP+KDS i absolut majoritet M+C+FP+KDS i relativ majoritet Jämnt mellan blocken Tredje parti i relativ majoritet |